# Duluth Natives
Die Duluth Natives waren eine US-amerikanische Eishockeymannschaft aus Duluth, Minnesota. Die Mannschaft spielte in der Saison 1932/33 in der Central Hockey League.  

## Geschichte
Das Franchise wurde 1932 als Expansionsteam der Central Hockey League gegründet. In ihrer Premierenspielzeit standen die Duluth Natives in Konkurrenz zum Stadtnachbarn Duluth Hornets aus der American Hockey Association, der bereits seit sechs Jahren existierte und eine deutlich mehr Anhänger hatte. Da die Natives mit einem Sieg bei acht Niederlagen auch noch erfolglos waren, wurde der Spielbetrieb bereits nach nur neun Partien wieder eingestellt. In der Saison 1933/34 traten die Hornets schließlich selbst in der CHL an.  